# Studio d'animation

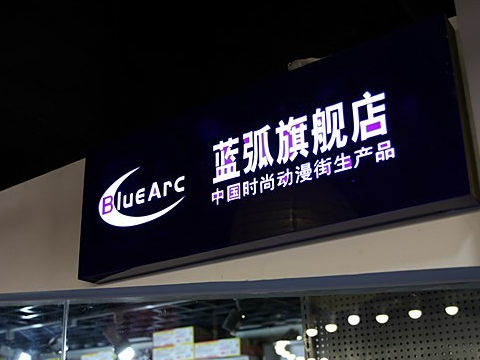
studio d'animation

Un studio d'animation est un lieu destiné à la fabrication d'œuvres cinématographiques ou télévisuelle en animation. Par extension, il désigne aussi la société ou la division d'une société spécialisée dans ce genre cinématographique ou télévisuel.
Les locaux dépendent de manière intrinsèque de la forme d'animation :
- plateau de cinéma pour l'animation en volume.
- bureaux avec table à dessin pour l'animation traditionnelle, même si l'informatique a remplacé une grande partie des métiers d'origine.
- bureaux informatisés pour l'animation en image de synthèse.

Les productions vont des courtes animations (publicité) aux longs métrages, en passant par les courts métrages et les séries d'animation (principalement télévisées).

## Spécialités d'animation
Un exemple d'animation traditionnelle, un cheval animé par Rotoscopie des photos du XIXe siècle d'Eadweard Muybridge
Certains studios d'animation peuvent avoir certaines spécialités dans un certain type d'animation. Ils peuvent être, mais pas restreint à, ce qui suit : 
- 2D / animation traditionnelle - La méthode standard de création de mouvement des images dans un environnement 2D. Ceci se fait en séquençant des images qui montrent une progression du mouvement à une cadence de 24 images par seconde. Certaines entreprises fournissant ce service sont Toon Boom et DigiCel.
- Animation par ordinateur 2D - La création du mouvement apparaissant des images dans un environnement 2D, aidé par des programmes informatiques spécialisés, est connu sous le nom d'animation par ordinateur 2D. Cela peut également être utilisé pour la branche de l'informatique qui permet la création de logiciels pour cette technique ou les modèles en cours de manipulation. Les entreprises dont Disney (utilisant la technique CAPS pour l'encre et la peinture numériques) et Pixar (qui fait généralement des films d'animation 3D, mais qui emploie parfois cette technique).
- Animation par ordinateur 3D - Animation d'objets dans un espace tridimensionnel. Leur mouvement peut être changé pour imiter ceux des objets réels. [20] Les studios majeurs incluent Pixar, Disney, DreamWorks, Blue Sky, Illumination, Sony et Warner.
- Animation d'objet: est une forme d'animation stop motion qui implique les mouvements animés de tous les objets non dessinés tels que les jouets, les blocs, les poupées, etc. qui ne sont pas complètement malléables, comme l'argile ou la cire, et ne sont pas conçus pour ressembler à un Caractère humain ou animal reconnaissable.
- Animation de pâte à modeler , c'est un sous-ensemble de stop-motion qui utilise des figures et objets d'argile. Les studios utilisant cette animation sont Vinton Studios et Aardman Animation.
- Animation Cut-out ou découpée
- Effets visuels : les Studios de cette ligne d'animation sont Sony Pictures Imageworks et Tippett Studio.
- Gravure sur film
- Encre sur papier - Également connue sous le nom d'animation céramique traditionnelle qui utilise des matériaux transparents connus sous le nom de cels pour peindre des bordures et utiliser de la peinture sur les objets à animer sur différents cels, ce qui donne une sensation de couches à l'animation. Le dernier studio connu pour l'emploi d'un film majeur était le Studio Ghibli.
- Flash / Animation Internet - C'est le support animé créé à partir du logiciel Adobe Flash, qui permet à un utilisateur de créer des programmes d'animation basés sur des graphiques vectoriels. Les studios utilisant ce logiciel sont Six Point Harness et Disney.
- Action en direct - C'est un film ou un média qui combine des acteurs ou des objets non animés qui interagissent avec des éléments animés. Un studio spécialisé dans cette forme d'animation serait DreamWorks Pictures.
- Capture de mouvement: la capture de mouvement consiste à mesurer la position et l'orientation d'un objet dans l'espace physique, puis enregistrer cette information sous une forme utilisable par ordinateur. Les objets d'intérêt comprennent les corps humains et non humains, les expressions faciales, les positions de caméra ou de lumière et d'autres éléments dans une scène. Un bon nombre de studios utilisent maintenant cette technique, surtout lorsqu'il est nécessaire d'associer des éléments d'action en direct à une animation.
- Peinture sur verre
- Crayon sur papier
- Pastel sur papier
- Photos
- Photocopies
- Pixilation
- Marionnettes - C'est le processus de déplacement des marionnettes à travers l'armature à l'intérieur pour le mouvement des fluides. Il a été largement utilisé sur le succès, l'émission de télévision américaine sans but lucratif Sesame Street.
- Rotoscoping-Rotoscoping est la projection tournée d'une séquence de trames d'images d'action habituellement photographiées afin que l'artiste puisse se ressaisir du cadre ou créer une image pour la superposer. On peut l'imaginer comme "peindre sur des films" de manière efficace. StudioCanal et Warner Bros. Television sont deux grands studios qui emploient actuellement cette forme d'animation.
- Le sable
- Whiteboard Animation - Aussi connu sous le nom scribing vidéo, est un moyen de présenter des informations en enregistrant le processus de dessin du tableau blanc en direct d'un artiste au travail.